# 호호설화
《호호설화》(好好说话)는 2022년 방송되었던 중국의 드라마이다.

## 등장 인물
- 천샤오 - 양광 역
- 왕샤오천 - 랴오왕 역
- 왕야오칭 - 리헝지 역
- 증려 (曾黎) - 니우지링 역
- 뢰예 (赖艺) - 뤄슈 역
- 주진통 (朱近桐) - 쑤징징 역
- 니다훙 - 라오한치우 역
- 왕지비 (王志飞) - 광친니엔 역
- 장광북 (张光北) - 펑덩리앙 역
- 장선 (张旋) - 왕양 역
- 도릉 (涂凌) - 양후이칭 역
- 왕사사 (王思思) - 딩닝 역
- 풍파 (冯波) - 첸원옌 역
- 방일륜 (方逸伦) - 자오리 역

## 참고 사항
- 왕야오칭은 완미반려가 종영한지 3개월만에 출연한 작품이기도 하다.
- 극중 리헝지와 니우지링 역을 맡았던 왕야오칭과 증려는 하일참시행복 이후 2년만에 재회하였다